# 김현기 (1982년)
김현기(한국 한자: 金現基, 1982년 3월 19일 ~ )는 대한민국의 전 축구 선수이며, 포지션은 공격수였다.